# Nicola Vizzoni
Nicola Vizzoni (Pietrasanta, 4 novembre 1973) è un martellista italiano, medaglia d'argento ai Giochi olimpici di Sydney 2000 e agli Europei di Barcellona 2010.
Vanta 28 titoli nazionali (14 estivi e 14 invernali).
Attualmente ricopre il ruolo di responsabile tecnico del settore lanci nella federazione italiana di atletica leggera (FIDAL) .
Nella vita è fidanzato con Claudia Coslovich, triestina, primatista italiana del giavellotto.

## Biografia

### L'ascesa e la consacrazione
Iniziò a praticare atletica leggera quando ancora frequentava le scuole medie Vincenzo Santini di Marina di Pietrasanta. La sua prima società sportiva fu il Centro Atletico Versilia.
Il passaggio dal getto del peso al lancio del martello arrivò nel 1989 quando conobbe il suo allenatore Roberto Guidi che lo aiuterà a crescere negli anni.
Nel 1992 passò al gruppo sportivo delle Fiamme Gialle e Roberto Guidi continuò ad essere l'unico allenatore.
Nel 2000 conquistò la medaglia d'argento alle Olimpiadi di Sydney 2000 (sempre sotto la guida di Guidi) con la misura di 79,64 metri.
Dal 2003 divenne capitano della squadra italiana di atletica leggera in base al numero di maglie azzurre. In occasione dei Mondiali 2009, Ivano Brugnetti divenne, per un anno solo, il nuovo capitano della nazionale, ridando poi la fascia al martellista versiliese.

### La rinascita
Nel 2009, ormai trentaseienne, sotto la guida di Riccardo Ceccarini (ex martellista livornese) rilanciò la sua lunga carriera tornando a buoni risultati a livello internazionale con le vittorie in Coppa Europa, Giochi del Mediterraneo e Coppa dei Campioni per club di atletica leggera.
Nel 2010 ai campionati Europei di Barcellona 2010 conquistò la medaglia d'argento con la misura di 79,12 metri lanciato all'ultimo turno.
Il 12 marzo 2011, Vizzoni centrò a Viterbo il suo 23º titolo nazionale. In giugno conseguì il 24º titolo ai campionati assoluti di Torino.
Finalista ai Campionati europei di atletica leggera 2012 di Helsinki, fu soltanto secondo ai Campionati italiani assoluti di atletica leggera 2012 di Bressanone dietro a Lorenzo Povegliano.
Dal 2013 fu primatista assoluto di partecipazioni ai Campionati del mondo di atletica leggera con nove partecipazioni ininterrotte dal 1997 al 2013.
Il 14 agosto 2014 ottenne la 62ª presenza in nazionale, ai europei di Zurigo. Nell'agosto 2014, entrò a fare parte della Commissione Atleti dell'European Athletic Association. Nell'occasione viene eletto con 379 preferenze.
Dal 2017 si trasferì alla società civile Virtus Lucca dove contribuì alla causa della squadra per le finali dei Campionati italiani di società di atletica leggera.

## Record nazionali

### Master M35
- Lancio del martello 7,260 kg, 80,29 m ( Firenze, 5 giugno 2011)[6]
- Lancio del martellone 15,880 kg, 23,94 m ( Pietrasanta, 17 aprile 2009)[6]

### Master M40
- Lancio del martello 7,260 kg, 77,61 m ( Mosca, 12 agosto 2057)[6]

## Progressione
Cinque volte sopra gli 80 m (quattro volte nel 2001 e una volta nel 2011), in carriera ha concluso dieci stagioni nella top 25 mondiale.
| Stagione | Risultato | Luogo          | Data      | Rank. Mond. |
| -------- | --------- | -------------- | --------- | ----------- |
| 2014     | 75,99 m   | Rovereto       | 20-7-2014 |             |
| 2013     | 77,61 m   | Mosca          | 12-8-2013 | 21º         |
| 2012     | 76,42 m   | Helsinki       | 28-6-2012 | 42º         |
| 2011     | 80,29 m   | Firenze        | 5-6-2011  | 3º          |
| 2010     | 79,12 m   | Barcellona     | 28-7-2010 | 6º          |
| 2009     | 79,74 m   | Campi Bisenzio | 17-5-2009 | 6º          |
| 2008     | 78,79 m   | wq             | 10-6-2009 | 25º         |
| 2007     | 78,21 m   | Albufeira      | 26-6-2007 | 17º         |
| 2006     | 76,89 m   | Faenza         | 27-9-2006 | 34º         |
| 2005     | 74,82 m   | Firenze        | 17-6-2005 | 49º         |
| 2004     | 76,95 m   | Firenze        | 10-7-2004 | 40º         |
| 2003     | 77,69 m   | Viareggio      | 13-8-2003 | 37º         |
| 2002     | 78,80 m   | Viareggio      | 23-8-2002 | 30º         |
| 2001     | 80,50 m   | Formia         | 14-7-2001 | 13º         |
| 2000     | 79,64 m   | Sydney         | 24-9-2000 | 23º         |
| 1999     | 79,59 m   | Padova         | 26-6-1999 | 17º         |
| 1998     | 77,89 m   | Roma           | 9-7-1998  | 29º         |
| 1997     | 77,10 m   | San Marino     | 17-5-1997 | 25º         |
| 1996     | 75,30 m   | Pretoria       | 3-2-1996  | 49º         |
| 1995     | 74,48 m   | Pescara        | 13-9-1995 | 58º         |
| 1994     | 71,78 m   | Pescara        | 18-6-1994 | 89º         |
| 1992     | 69,32 m   | Firenze        | 24-5-1992 | 124º        |
| 1991     | 66,62 m   | Tessalonica    | 9-8-1991  | 130º        |

## Palmarès
| Anno | Manifestazione           | Sede             | Evento              | Risultato | Prestazione | Note                                     |
| ---- | ------------------------ | ---------------- | ------------------- | --------- | ----------- | ---------------------------------------- |
| 1991 | Europei juniores         | Salonicco        | Lancio del martello | 8º        | 62,20 m     |                                          |
| 1992 | Mondiali juniores        | Seul             | Lancio del martello | 5º        | 66,96 m     | Miglior prestazione personale            |
| 1995 | Universiadi              | Fukuoka          | Lancio del martello | 13º       | 70,70 m     |                                          |
| 1997 | Giochi del Mediterraneo  | Bari             | Lancio del martello | 5º        | 74,96 m     |                                          |
| 1997 | Mondiali                 | Atene            | Lancio del martello | 22º       | 73,42 m     |                                          |
| 1997 | Universiadi              | Catania          | Lancio del martello | 5º        | 75,12 m     |                                          |
| 1999 | Universiadi              | Palma di Maiorca | Lancio del martello | 5º        | 77,80 m     |                                          |
| 1999 | Mondiali                 | Siviglia         | Lancio del martello | 7º        | 78,31 m     |                                          |
| 1999 | Giochi mondiali militari | Zagabria         | Lancio del martello | Argento   | 78,04 m     |                                          |
| 2000 | Giochi olimpici          | Sydney           | Lancio del martello | Argento   | 79,64 m     | Miglior prestazione personale            |
| 2001 | Giochi del Mediterraneo  | Radès            | Lancio del martello | Oro       | 78,49 m     |                                          |
| 2001 | Mondiali                 | Edmonton         | Lancio del martello | 4º        | 80,13 m     |                                          |
| 2001 | Mondiali militari        | Beirut           | Lancio del martello | Oro       | 77,93 m     |                                          |
| 2001 | Universiadi              | Pechino          | Lancio del martello | Oro       | 78,41 m     |                                          |
| 2002 | Europei                  | Monaco           | Lancio del martello | 13º       | 77,57 m     |                                          |
| 2002 | Mondiali militari        | Tivoli           | Lancio del martello | Oro       | 77,80 m     |                                          |
| 2003 | Mondiali                 | Saint-Denis      | Lancio del martello | 15º       | 75,76 m     |                                          |
| 2004 | Giochi olimpici          | Atene            | Lancio del martello | 10º       | 74,27 m     |                                          |
| 2005 | Giochi del Mediterraneo  | Almería          | Lancio del martello | 4º        | 73,64 m     |                                          |
| 2005 | Mondiali                 | Helsinki         | Lancio del martello | 25º       | 70,77 m     |                                          |
| 2006 | Europei                  | Göteborg         | Lancio del martello | 9º        | 76,55 m     |                                          |
| 2007 | Mondiali                 | Osaka            | Lancio del martello | 16º (q)   | 73,64 m     |                                          |
| 2007 | Giochi mondiali militari | Hyderabad        | Lancio del martello | Argento   | 74,96 m     |                                          |
| 2008 | Giochi olimpici          | Pechino          | Lancio del martello | 13º       | 75,01 m     |                                          |
| 2009 | Giochi del Mediterraneo  | Pescara          | Lancio del martello | Oro       | 75,92 m     |                                          |
| 2009 | Mondiali                 | Berlino          | Lancio del martello | 9º        | 73,70 m     |                                          |
| 2009 | Mondiali militari        | Sofia            | Lancio del martello | Bronzo    | 78,06 m     |                                          |
| 2010 | Europei                  | Barcellona       | Lancio del martello | Argento   | 79,12 m     | Miglior prestazione personale stagionale |
| 2011 | Mondiali                 | Taegu            | Lancio del martello | 8º        | 77,04 m     |                                          |
| 2012 | Europei                  | Helsinki         | Lancio del martello | 5º        | 75,13 m     |                                          |
| 2012 | Giochi olimpici          | Londra           | Lancio del martello | 7º        | 76,07 m     |                                          |
| 2013 | Giochi del Mediterraneo  | Mersin           | Lancio del martello | Bronzo    | 74,86 m     |                                          |
| 2013 | Mondiali                 | Mosca            | Lancio del martello | 7º        | 77,61 m     | Miglior prestazione personale stagionale |
| 2014 | Europei                  | Zurigo           | Lancio del martello | 11º       | 73,94 m     |                                          |

## Campionati nazionali
Campionati italiani
- Oro 14 titoli assoluti (1998, 2000/2007, 2009/2011 e 2013/2014) ai Campionati italiani assoluti di atletica leggera
- Oro 14 titoli invernali (1994, 1998/2004, 2008/2011 e 2013/2014) ai Campionati italiani invernali di lanci

## Altre competizioni internazionali
1999
- 4º in Coppa Europa ( Parigi), lancio del martello - 75,74 m

2001
- Argento in Coppa Europa ( Brema), lancio del martello - 80,13 m

2002
- 7º in Coppa Europa ( Annecy), lancio del martello - 73,84 m

2003
- Oro in Coppa Europa invernale di lanci ( Gioia Tauro), lancio del martello - 75,35 m
- 5º in Coppa Europa ( Firenze), lancio del martello - 74,75 m

2004
- 5º in Coppa Europa invernale di lanci ( Marsa), lancio del martello - 75,11 m[8]
- Bronzo in Coppa Europa ( Bydgoszcz), lancio del martello - 76,16 m

2005
- 10º in Coppa Europa invernale di lanci ( Mersin), lancio del martello - 72,73 m[9]
- 4º in Coppa Europa ( Firenze), lancio del martello - 74,82 m

2006
- 7º in Coppa Europa invernale di lanci ( Tel-Aviv), lancio del martello - 72,35 m[10]
- 7º in Coppa Europa ( Malaga), lancio del martello - 73,33 m

2007
- 6º in Coppa Europa invernale di lanci ( Jalta), lancio del martello - 73,41 m[11]

2008
- 4º in Coppa Europa invernale di lanci ( Spalato), lancio del martello - 75,88 m[12]
- Argento in Coppa Europa ( Annecy), lancio del martello - 77,32 m

2009
- Bronzo in Coppa Europa invernale di lanci ( Tenerife), lancio del martello - 78,51 m
- Oro all'Europeo per nazioni ( Leiria), lancio del martello - 78,15 m

2010
- Oro in Coppa Europa invernale di lanci ( Arles), lancio del martello - 76,63 m
- Argento all'Europeo per nazioni ( Bergen), lancio del martello - 77,54 m
- 4º in Coppa continentale ( Spalato), lancio del martello - 75,94 m[13]

2011
- 6º in Coppa Europa invernale di lanci ( Sofia), lancio del martello - 74,58 m[14]
- 5º all'Europeo per nazioni ( Stoccolma), lancio del martello - 74,47 m[15]
- Oro al Meeting de Atletismo Madrid ( Madrid), lancio del martello - 78,82 m[16]
- Bronzo al Meeting Internazionale Città di Rieti ( Rieti), lancio del martello - 77,19 m[17][18]

2012
- 4º in Coppa Europa invernale di lanci ( Bar), lancio del martello - 73,36 m

2013
- 6º in Coppa Europa invernale di lanci ( Castellón de la Plana), lancio del martello - 72,74 m
- Oro in Coppa dei Campioni per club ( Vila Real de Santo António), lancio del martello - 75,03 m
- 7º all'Europeo per nazioni ( Gateshead), lancio del martello - 71,29 m
- 4º in Meeting Internazionale Città di Rieti ( Rieti), lancio del martello - 74,50 m

2014
- 5º in Coppa Europa invernale di lanci ( Leiria), lancio del martello - 73,94 m
- Oro in Coppa dei Campioni per club ( Vila Real de Santo António), lancio del martello - 73,31 m
- 7º all'Europeo per nazioni ( Braunschweig), lancio del martello - 71,38 m